# Вілуссааре
Ві́луссааре (ест. Vilussaare küla) — село в Естонії, у волості Тарту повіту Тартумаа.

## Населення
Чисельність населення на 31 грудня 2011 року становила 21 особу.